# Mistrzostwa Świata Juniorów w Narciarstwie Klasycznym 2007
Mistrzostwa Świata Juniorów w Narciarstwie Klasycznym 2007 – zawody sportowe, które odbyły się w dniach 12 marca - 18 marca 2007 r. Podczas mistrzostw zawodnicy rywalizowali w 20 konkurencjach, w trzech dyscyplinach klasycznych: skokach narciarskich, kombinacji norweskiej oraz w biegach narciarskich. W tabeli medalowej zwyciężyła reprezentacja Szwecji, której zawodnicy zdobyli 4 złote i 4 srebrne medale. Najwięcej medali zdobyli reprezentanci Norwegii, którzy wywalczyli 3 złote, 3 srebrne i 4 brązowe medale (w sumie 10).

## Program
12 marca
- Biegi narciarskie – sprint (M/K)

13 marca
- Biegi narciarskie (U 23) – sprint (M/K)

14 marca
- Kombinacja norweska – skocznia normalna, 10 kilometrów indywidualnie (M)
- Biegi narciarskie – 5 kilometrów (K), 10 kilometrów (M)

15 marca
- Skoki narciarskie – skocznia normalna indywidualnie (M)
- Biegi narciarskie (U 23) – 10 kilometrów (K), 15 kilometrów (M)

16 marca
- Kombinacja norweska – skocznia normalna, 5 kilometrów drużynowo (M)
- Biegi narciarskie – 10 kilometrów łączony (K), 20 kilometrów łączony (M)

17 marca
- Skoki narciarskie – skocznia normalna indywidualnie (K)
- Skoki narciarskie – skocznia normalna drużynowo (M)
- Biegi narciarskie (U 23) – 15 kilometrów łączony (K), 30 kilometrów łączony (M)

18 marca
- Kombinacja norweska – skocznia normalna, 5 kilometrów indywidualnie (M)
- Biegi narciarskie – sztafeta 4x3,3 kilometrów (K), 4x5 kilometrów (M)

## Medaliści

### Biegi narciarskie - juniorzy
Mężczyźni
| Konkurencja                    | Data          | Złoto                                                                     | Srebro                                                                          | Brąz                                                                       |
| ------------------------------ | ------------- | ------------------------------------------------------------------------- | ------------------------------------------------------------------------------- | -------------------------------------------------------------------------- |
| Sprint techniką klasyczną      | 12 marca 2007 | Iwan Iwanow                                                               | Martti Jylhä                                                                    | Eirik Sæves                                                                |
| Bieg łączony na 20 km          | 16 marca 2007 | Eirik Kurland Olsen                                                       | Sjur Røthe                                                                      | Alex Harvey                                                                |
| Bieg na 10 km techniką dowolną | 14 marca 2007 | Martti Jylhä                                                              | Aleksiej Połtoranin                                                             | Alex Harvey                                                                |
| Bieg sztafetowy 4x5 km         | 18 marca 2007 | Szwecja Jesper Modin · Patrik Karlsson · Magnus Engström · Adam Johansson | Rosja Iwan Iwanow · Dmitrij Wasiljew · Jewgienij Garaniczew · Andriej Parfionow | Austria Markus Bader · Michael Reiter · Felizian Herburger · Johannes Dürr |

Kobiety
| Konkurencja                   | Data          | Złoto                                                                             | Srebro                                                               | Brąz                                                                     |
| ----------------------------- | ------------- | --------------------------------------------------------------------------------- | -------------------------------------------------------------------- | ------------------------------------------------------------------------ |
| Sprint techniką klasyczną     | 12 marca 2007 | Astrid Jacobsen                                                                   | Charlotte Kalla                                                      | Denise Herrmann                                                          |
| Bieg łączony na 10 km         | 16 marca 2007 | Charlotte Kalla                                                                   | Marte Monrad-Hansen                                                  | Therese Johaug                                                           |
| Bieg na 5 km techniką dowolną | 14 marca 2007 | Charlotte Kalla                                                                   | Marthe Kristoffersen                                                 | Astrid Jacobsen                                                          |
| Bieg sztafetowy 4x3,3 km      | 18 marca 2007 | Norwegia Celine Brun-Lie · Therese Johaug · Marte Monrad-Hansen · Astrid Jacobsen | Szwecja Mia Eriksson · Eva Svensson · Anna Simberg · Charlotte Kalla | Finlandia Satu Annila · Kerttu Niskanen · Anne Kyllönen · Mari Laukkanen |

### Biegi narciarskie - U 23
Mężczyźni
| Konkurencja                    | Data          | Złoto            | Srebro                          | Brąz              |
| ------------------------------ | ------------- | ---------------- | ------------------------------- | ----------------- |
| Bieg na 15 km techniką dowolną | 15 marca 2007 | Dario Cologna    | Ilja Czernousow                 | Nobu Naruse       |
| Bieg łączony na 30 km          | 17 marca 2007 | Dario Cologna    | Stanisław Wołżencew Curdin Perl |                   |
| Sprint techniką klasyczną      | 13 marca 2007 | Robin Bryntesson | Marcus Hellner                  | Matias Strandvall |

Kobiety
| Konkurencja                    | Data          | Złoto             | Srebro         | Brąz             |
| ------------------------------ | ------------- | ----------------- | -------------- | ---------------- |
| Bieg na 10 km techniką dowolną | 15 marca 2007 | Silvana Bucher    | Sofia Bleckur  | Marina Piller    |
| Bieg łączony na 15 km          | 17 marca 2007 | Julija Czekalowa  | Coraline Hugue | Ivana Janečková  |
| Sprint techniką klasyczną      | 13 marca 2007 | Alena Procházková | Laura Valaas   | Piret Pormeister |

### Skoki narciarskie
Mężczyźni
| Konkurencja                       | Data          | Złoto                                                               | Srebro                                                                 | Brąz                                                                 |
| --------------------------------- | ------------- | ------------------------------------------------------------------- | ---------------------------------------------------------------------- | -------------------------------------------------------------------- |
| Skocznia normalna - indywidualnie | 15 marca 2007 | Roman Koudelka                                                      | Shōhei Tochimoto                                                       | Thomas Thurnbichler                                                  |
| Skocznia normalna - drużynowo     | 17 marca 2007 | Słowenia Robert Hrgota · Primož Roglič · Jurij Tepeš · Mitja Mežnar | Japonia Shōhei Tochimoto · Tsubasa Chōnan · Yūmu Harada · Kenshirō Itō | Finlandia Mika Kauhanen · Lauri Asikainen · Sami Niemi · Olli Muotka |

Kobiety
| Konkurencja                       | Data          | Złoto       | Srebro       | Brąz      |
| --------------------------------- | ------------- | ----------- | ------------ | --------- |
| Skocznia normalna - indywidualnie | 17 marca 2007 | Lisa Demetz | Katie Willis | Maja Vtič |

### Kombinacja norweska
Mężczyźni
| Konkurencja                                      | Data          | Złoto                                                                   | Srebro                                                               | Brąz                                                                          |
| ------------------------------------------------ | ------------- | ----------------------------------------------------------------------- | -------------------------------------------------------------------- | ----------------------------------------------------------------------------- |
| Skocznia normalna, bieg na 5 km - indywidualnie  | 18 marca 2007 | Eric Frenzel                                                            | Anssi Koivuranta                                                     | Alfred Rainer                                                                 |
| Skocznia normalna, bieg na 10 km - indywidualnie | 14 marca 2007 | Anssi Koivuranta                                                        | Marco Pichlmayer                                                     | Alfred Rainer                                                                 |
| Skocznia normalna, bieg na 4x5 km - drużynowo    | 16 marca 2007 | Austria Marco Pichlmayer · Johannes Weiss · Tomaz Druml · Alfred Rainer | Niemcy Sebastian Reuschel · Stefan Tuss · Ruben Welde · Eric Frenzel | Norwegia Magnus Krog · Ole-Martin Storlien · Glen Arne Sollid · Peder Sandell |

## Tabela medalowa
| Klasyfikacja medalowa | Klasyfikacja medalowa | Klasyfikacja medalowa | Klasyfikacja medalowa | Klasyfikacja medalowa | Klasyfikacja medalowa |
| Lp.                   | Państwo               | złoto                 | srebro                | brąz                  | złoto · srebro · brąz |
| --------------------- | --------------------- | --------------------- | --------------------- | --------------------- | --------------------- |
| 1.                    | Szwecja               | 4                     | 4                     | 0                     | 8                     |
| 2.                    | Norwegia              | 3                     | 3                     | 4                     | 10                    |
| 3.                    | Szwajcaria            | 3                     | 1                     | 0                     | 4                     |
| 4.                    | Rosja                 | 2                     | 3                     | 0                     | 5                     |
| 5.                    | Finlandia             | 2                     | 2                     | 3                     | 7                     |
| 6.                    | Austria               | 1                     | 1                     | 4                     | 6                     |
| 7.                    | Niemcy                | 1                     | 1                     | 1                     | 3                     |
| 8.                    | Włochy                | 1                     | 0                     | 1                     | 2                     |
|                       | Czechy                | 1                     | 0                     | 1                     | 2                     |
|                       | Słowenia              | 1                     | 0                     | 1                     | 2                     |
| 11.                   | Słowacja              | 1                     | 0                     | 0                     | 1                     |
| 12.                   | Japonia               | 0                     | 2                     | 1                     | 3                     |
| 13.                   | Kanada                | 0                     | 1                     | 2                     | 3                     |
| 14.                   | Francja               | 0                     | 1                     | 0                     | 1                     |
|                       | Kazachstan            | 0                     | 1                     | 0                     | 1                     |
|                       | Stany Zjednoczone     | 0                     | 1                     | 0                     | 1                     |
| 17.                   | Estonia               | 0                     | 0                     | 1                     | 1                     |